# Drentenieren
Drentenieren is een maatschappelijk verschijnsel waarbij kapitaalkrachtige ouderen in Nederland na hun (vervroegde) pensionering uit (grotere) steden wegtrekken om naar rustiger delen van het platteland te verhuizen. Het woord is een samentrekking van Drenthe en rentenieren. De term dankt haar bestaan aan het feit dat de provincie Drenthe als gevolg van de trek van ouderen een van de meest vergrijsde provincies van Nederland is. De term zegt feitelijk niet iets over de geboren en getogen inwoners van Drenthe zelf. Deze hebben in het algemeen een koopkracht die onder het Nederlandse gemiddelde ligt.
In de jaren 90 van de 20e eeuw kreeg de term Drentenieren landelijke bekendheid. Drentenieren zou voor een ontwrichting zorgen van de plattelandsgemeenten door de extra snelle vergrijzing en de cultuurverschillen tussen de oorspronkelijke bewoners en de nieuwe bewoners. Verschillende onderzoeken toonden echter aan dat Drentenieren in de praktijk niet voor problemen zorgt en in veel kleinere aantallen voorkomt dan destijds verwacht of gevreesd werd.